# Семёно-Петровское
Семёно-Петро́вское (баш. Семёно-Петровское) — село в Кугарчинском районе Башкортостана, административный центр Иртюбякского сельсовета.

## Географическое положение
Расстояние до:
- районного центра (Мраково): 25 км.

## Население
| 2002 | 2009 | 2010 |
| ---- | ---- | ---- |
| 364  | ↘346 | ↗348 |

Национальный состав
Согласно переписи 2002 года, преобладающие национальности — русские (47 %), башкиры (44 %).

## Религия
В селе есть православная церковь Казанской иконы Божией Матери.

## Известные односельчане
- Захаров, Вадим Петрович (род. 1975) — педагог, учёный-химик, доктор химических наук (2004), профессор Башкирского государственного университета (2009), профессор Академии наук Республики Башкортостан (2014), заслуженный деятель науки Республики Башкортостан (2015).